# Tricalysia sylvae
Espèce
Tricalysia sylvae Robbr. une espèce de plantes tropicales de la famille des Rubiacées et du genre Tricalysia, observée au Cameroun et au Gabon.

## Description
C'est un arbrisseau pouvant atteindre 2,5 m de hauteur.